# Horii Yuji
Horii Yuji  (堀井 雄二 Horii Yūji) (sinh ngày 6 tháng 1 năm 1954) là nhà thiết kế trò chơi điện tử và nhà viết kịch bản người Nhật, nổi tiếng nhất với tư cách là người sáng tạo ra loạt trò chơi nhập vai Dragon Quest, giám sát và viết kịch bản cho Chrono Trigger, cũng như trò chơi phiêu lưu visual novel đầu tiên Portopia Serial Murder Case.

## Tiểu sử
Horii sinh ra ở đảo Awaji, Nhật Bản. Cha mẹ ông sở hữu một cửa hàng bán mắt kính có tên là Horii Glass Shop ở thành phố Sumoto trên đảo Awaji. Khi còn nhỏ, ông từng có tham vọng trở thành một luật sư, nhưng khi lên trung học cơ sở, ông muốn chuyển sang làm họa sĩ truyện tranh.
Khi còn học tại trường trung học Sumoto ở tỉnh Hyogo, ông đã thử tham gia khá nhiều câu lạc bộ, từ bơi lội, ban nhạc (phụ trách saxophone), sinh học và cả trà đạo, nhưng ông luôn giữ vững ước mơ trở thành một họa sĩ truyện tranh. Ông từng kể mặc dù chỉ mất khoảng 5 phút đạp xe từ nhà đến trường, nhưng ông đã đi học trễ tới 197 ngày trên tổng số 210 ngày học vào năm cấp hai.
Năm 1976, ông bị tai nạn xe máy nghiêm trọng và nằm viện ba tháng. Ông tốt nghiệp Khoa Văn học Đại học Waseda năm 1978 và tiếp tục làm nhà văn tự do cho các tờ báo, truyện tranh và tạp chí. Trong khoảng thời gian đó, ông quen biết với Torishima Kazuhiko, biên tập viên của Weekly Shonen Jump.
Năm 1980, ông phụ trách một trong những bài đăng trên chuyên mục trò chơi điện tử Famicom Shinken của Weekly Shōnen Jump từ năm 1985 đến năm 1988.
Năm 1982, ông tham gia một cuộc thi lập trình trò chơi do Enix tài trợ, với tựa game Love Match Tennis, một trò chơi điện tử quần vợt do chính ông sáng tạo ra trên PC-6001, và giành giải thưởng cao nhất của chương trình. Tại lễ trao giải, ông gặp Morita Kazuro và Nakamura Koichi là những người cùng đoạt giải với ông, Nakamura Koichi sau này thành lập nên công ty trò chơi điện tử Chunsoft.
Năm 1983, Horii sáng tạo ra The Portopia Serial Murder Case, một trò chơi phiêu lưu trên PC, trò chơi này đã giúp ông nổi tiếng trong giới game thủ. Đây cũng là tựa game truyền cảm hứng cho Kojima Hideo (cha đẻ dòng Metal Gear nổi tiếng) bước vào ngành công nghiệp trò chơi điện tử. The Portopia Serial Murder Case là phần đầu tiên của bộ ba Yuuji Horii Mysteries, cùng với các bản tiếp theo là Okhotsk ni Kiyu: Hokkaido Rensa Satsujin (1984) và Karuizawa Yūkai Annai (1985). Cùng năm đó, Enix cử Horii Yuji và Nakamura Koichi đến Apple Fest, một triển lãm thương mại liên quan đến Apple tại Hoa Kỳ. Cuộc gặp này là cơ hội để phát triển Dragon Quest.
Sau khi tạo ra một số trò chơi phiêu lưu visual novel khác, Horii tiếp tục tạo ra Dragon Quest. Ông vốn là một fan hâm mộ của các trò chơi nhập vai trên PC của Apple, là động lực tạo ra Dragon Quest, vốn dành cho những game thủ bình thường, những người cảm thấy những trò chơi đó quá khó, và do đó ông đã làm ra hệ thống điều khiển mang tính trực quan hơn. Dragon Quest được cho là nền móng chi tiết cho các trò chơi nhập vai trên console của Nhật Bản, lấy cảm hứng từ Portopia, cũng như Wizardry và Ultima.
Các tác phẩm ấn tượng của ông còn có loạt Itadaki Street. Horii cũng giám sát Chrono Trigger, một trò chơi nổi tiếng trên Super Nintendo Entertainment System, tạo ra nhiều kết thúc cho trò chơi, và  Horii xuất hiện ở phần cuối, cùng với các nhân viên phát triển trò chơi.
Horii hiện đứng đầu công ty xuất bản của ông, Armor Project, có hợp đồng xuất bản độc quyền với Square Enix, hợp đồng được ký kết với Enix trước khi công ty sáp nhập với Square. Ông nằm trong ủy ban tuyển chọn Super Dash Novel Rookie of the Year Award tổ chức thường niên.

## Công việc
| Năm  | Tựa trò chơi                                                   | Hệ máy ban đầu                                             | Viết kịch bản | Thiết kế   | Nhà sản xuất | Khác                              | Tham khảo |
| ---- | -------------------------------------------------------------- | ---------------------------------------------------------- | ------------- | ---------- | ------------ | --------------------------------- | --------- |
| 1983 | Love Match Tennis                                              | NEC PC-6001                                                | -             | Green tick | -            |                                   |           |
| 1983 | The Portopia Serial Murder Case                                | NEC PC-6001                                                | Green tick    | Green tick | -            |                                   |           |
| 1984 | Okhotsk ni Kiyu: Hokkaido Rensa Satsujin Jiken                 | NEC PC-8801                                                | Green tick    | -          | -            | -                                 |           |
| 1985 | Karuizawa Yūkai Annai                                          | NEC PC-8801                                                | Green tick    | -          | -            | -                                 |           |
| 1986 | Dragon Quest                                                   | NES                                                        | Green tick    | Green tick | -            | -                                 |           |
| 1987 | Dragon Quest II                                                | NES                                                        | Green tick    | Green tick | -            | -                                 |           |
| 1988 | Dragon Quest III                                               | NES                                                        | Green tick    | Green tick | -            | -                                 |           |
| 1990 | Dragon Quest IV                                                | NES                                                        | Green tick    | Green tick | -            | -                                 |           |
| 1991 | Itadaki Street: Watashi no Omise ni Yottette                   | NES                                                        | -             | Green tick | -            | -                                 |           |
| 1991 | Famicom Jump II: Saikyō no Shichinin                           | NES                                                        | Green tick    | -          | -            | Giám sát                          |           |
| 1992 | Dragon Quest V                                                 | Super NES                                                  | Green tick    | Green tick | -            | -                                 |           |
| 1994 | Itadaki Street 2                                               | Super NES                                                  | -             | Green tick | -            | -                                 |           |
| 1995 | Dragon Quest VI                                                | Super NES                                                  | Green tick    | Green tick | -            | -                                 |           |
| 1995 | Chrono Trigger                                                 | Super NES                                                  | Green tick    | -          | -            | Giám sát                          |           |
| 1998 | Dragon Quest Monsters                                          | Game Boy Color                                             | Green tick    | Green tick | -            | Giám đốc điều hành                |           |
| 1998 | Itadaki Street: Gorgeous King                                  | PlayStation                                                | -             | Green tick | -            | -                                 |           |
| 1999 | Torneko: The Last Hope                                         | PlayStation                                                | Green tick    | -          | -            | -                                 |           |
| 2000 | Dragon Quest VII                                               | PlayStation                                                | Green tick    | Green tick | -            | Đạo diễn kịch bản                 |           |
| 2001 | Dragon Quest Monsters 2                                        | Game Boy Color                                             | Green tick    | Green tick | -            | Giám đốc điều hành                |           |
| 2002 | Itadaki Street 3                                               | PlayStation 2                                              | -             | Green tick | -            | -                                 |           |
| 2003 | Dragon Quest Monsters: Caravan Heart                           | Game Boy Advance                                           | Green tick    | Green tick | -            | Giám đốc điều hành                |           |
| 2004 | Dragon Quest VIII                                              | PlayStation 2                                              | Green tick    | Green tick | -            | -                                 |           |
| 2004 | Itadaki Street Special                                         | PlayStation 2                                              | -             | Green tick | -            | -                                 |           |
| 2005 | Dragon Quest Heroes: Rocket Slime                              | Nintendo DS                                                | -             | -          | -            | Giám đốc sản xuất                 |           |
| 2006 | Itadaki Street Portable                                        | PlayStation Portable                                       | -             | Green tick | -            | -                                 |           |
| 2006 | Dragon Quest Monsters: Joker                                   | Nintendo DS                                                | Green tick    | Green tick | -            | Tổng giám đốc                     |           |
| 2006 | Itadaki Street DS                                              | Nintendo DS                                                | -             | Green tick | -            | -                                 |           |
| 2007 | Dragon Quest Swords                                            | Wii                                                        | -             | Green tick | -            | -                                 |           |
| 2009 | Dragon Quest IX                                                | Nintendo DS                                                | Green tick    | Green tick | -            | -                                 |           |
| 2010 | Itadaki Street Mobile                                          | Điện thoại di động                                         | -             | Green tick | -            | -                                 |           |
| 2011 | Fortune Street                                                 | Wii                                                        | -             | Green tick | -            | -                                 |           |
| 2011 | Slime MoriMori Dragon Quest 3                                  | Nintendo 3DS                                               | -             | -          | -            | Giám đốc sản xuất                 |           |
| 2012 | Dragon Quest X                                                 | Wii, Wii U                                                 | Green tick    | Green tick | -            | Tổng giám đốc                     |           |
| 2015 | Dragon Quest Heroes: The World Tree's Woe and the Blight Below | PlayStation 3                                              | -             | -          | -            | Tổng giám đốc                     |           |
| 2015 | Dragon Quest of the Stars                                      | iOS, Android                                               | -             | -          | -            | Tổng giám đốc                     |           |
| 2016 | Dragon Quest Heroes II                                         | PlayStation 3                                              | -             | -          | -            | Tổng giám đốc                     |           |
| 2017 | Dragon Quest XI                                                | Nintendo 3DS, Nintendo Switch, PC, Xbox One, PlayStation 4 | Green tick    | Green tick | -            | -                                 |           |
| 2018 | Super Smash Bros. Ultimate                                     | Nintendo Switch                                            | -             | -          | -            | Chuyên viên giám sát trò chơi gốc |           |
| 2019 | Dragon Quest Walk                                              | iOS, Android                                               | -             | -          | -            | Tổng giám đốc                     |           |

## Giải thưởng
Năm 2009, Horii nhận giải thưởng đặc biệt tại Computer Entertainment Supplier's Association Developers Conference cho cống hiến của ông với nhượng quyền thương mại Dragon Quest.